# Wadköping (museum)

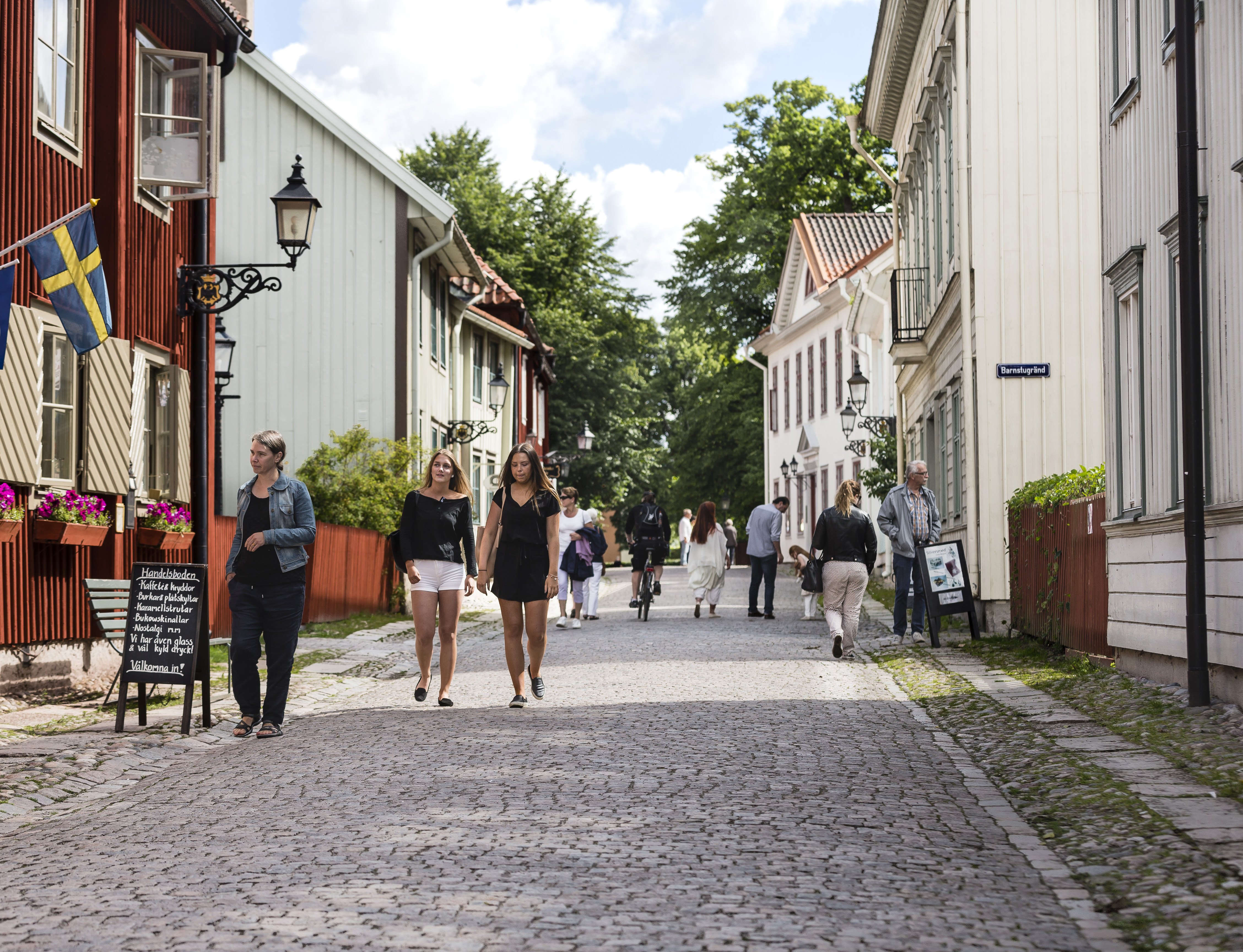
Wadköpings huvudgata - Bertil Waldéns gata löper genom Wadköping

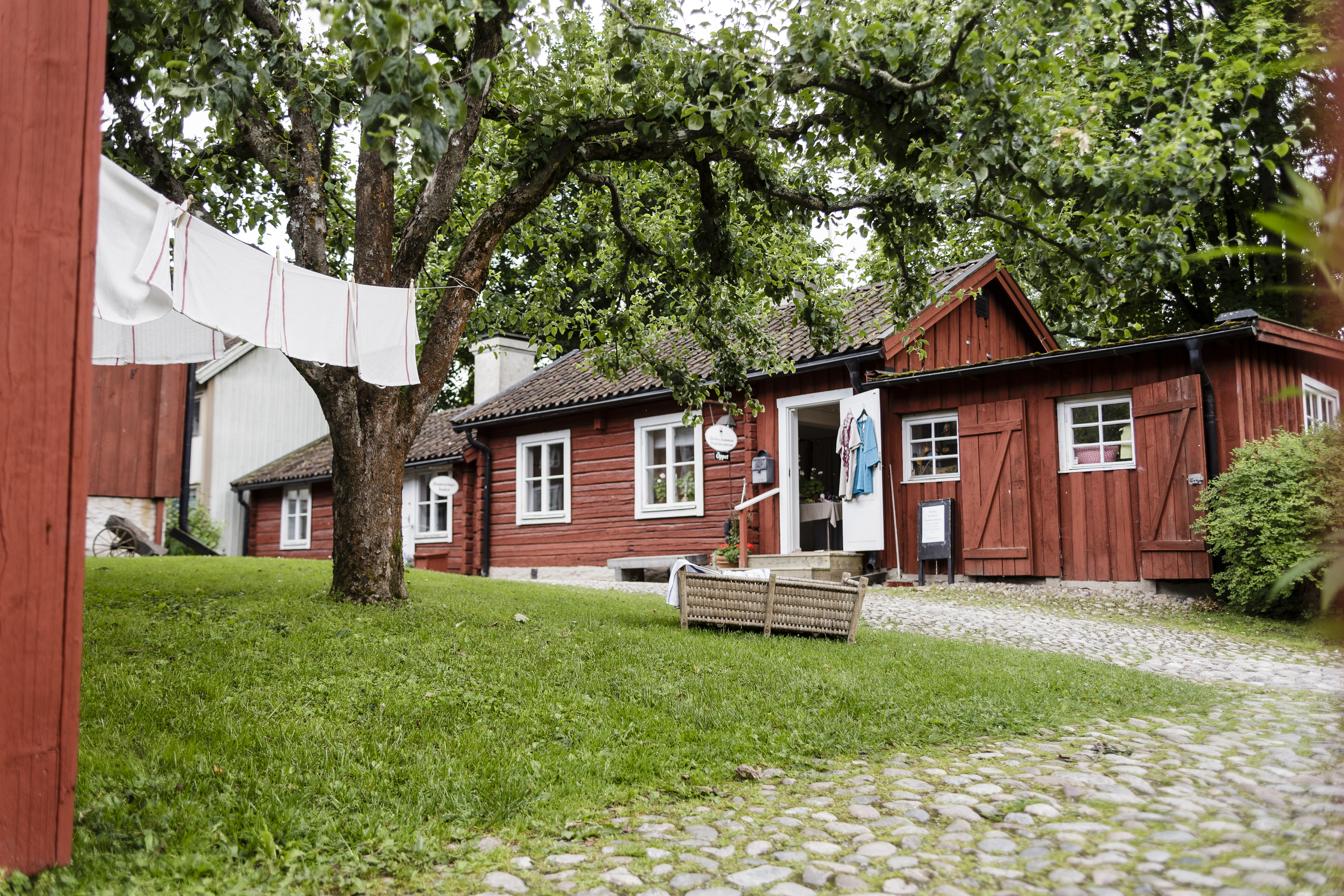
Skomakaregården i Wadköping

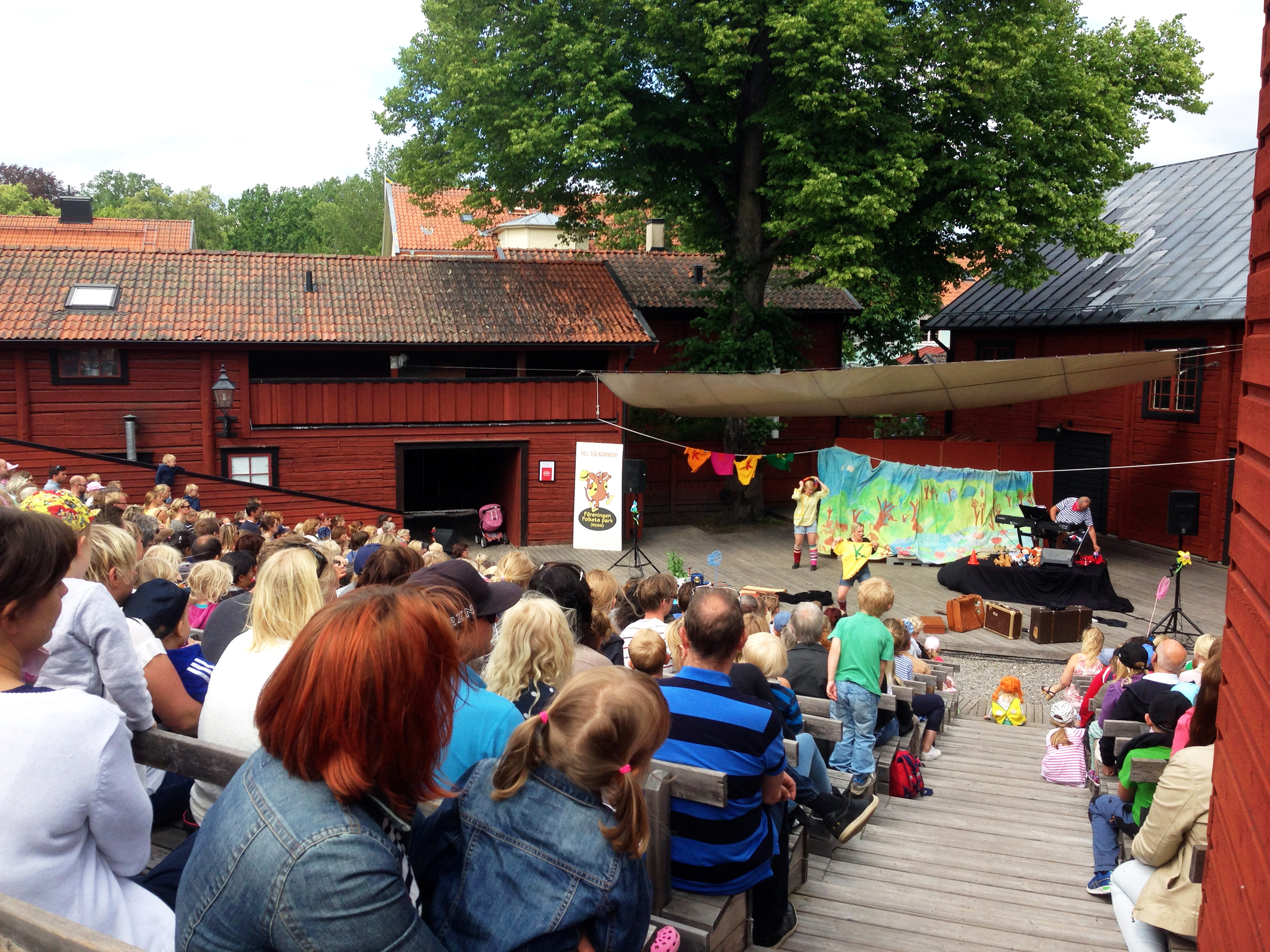
Barnteaterföreställning på utomhusscenen "Spelgården" i Wadköping

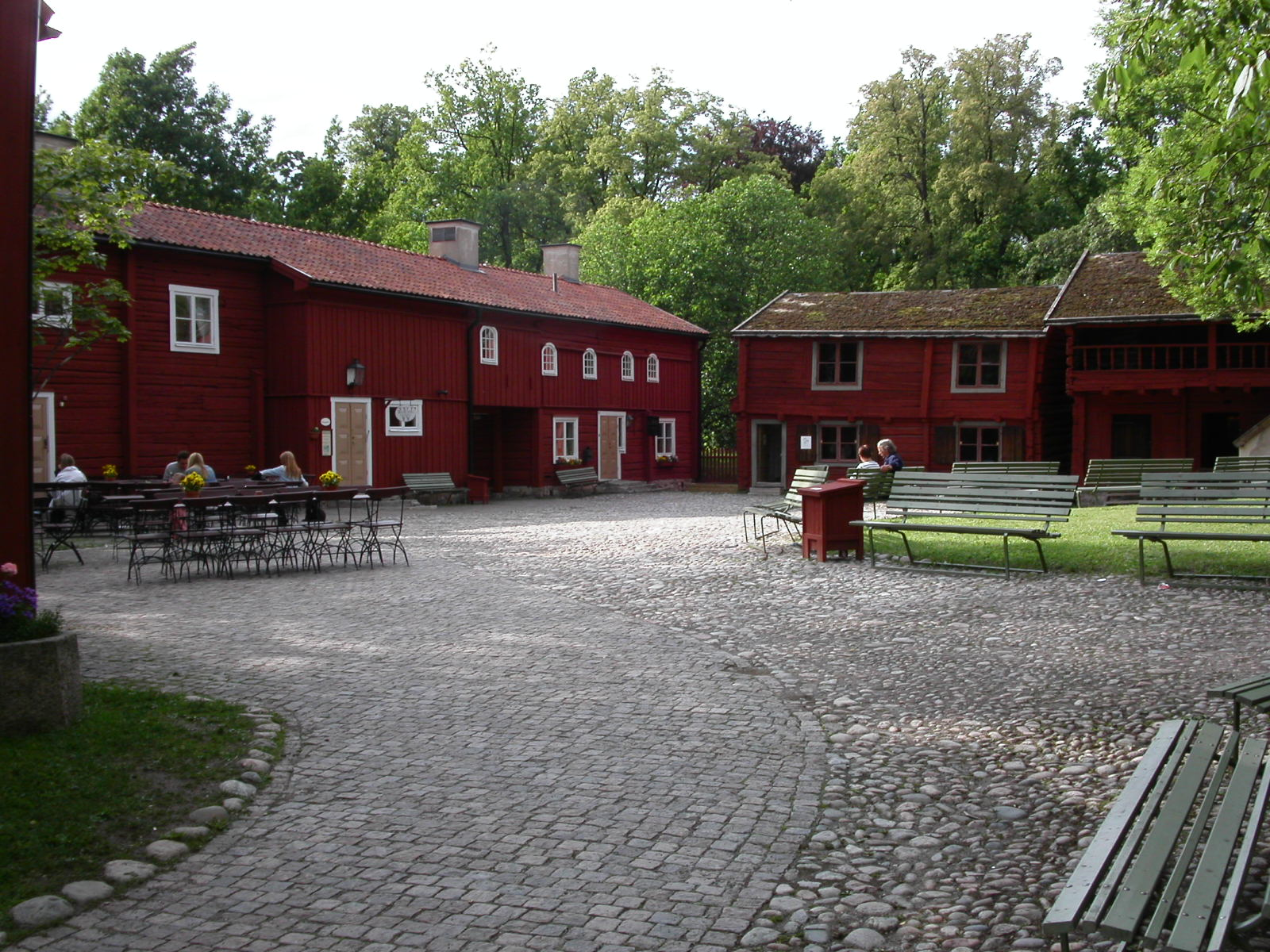
Stora torget i Wadköping. Vävaregården till vänster, Borgarhuset (Cajsa Wargs hus) något till höger om mitten, och till höger Kungsstugan.

För Hjalmar Bergmans Wadköping, se Wadköping
Wadköping är ett besöksmål och friluftsmuseum i centrala Örebro. Med sina trähus och gårdar skildrar Wadköping Örebros äldre bebyggelse, stadsmiljö och invånare. Här finns museer, utställningar, café och restaurang, träsvarvare, handelsbod och många andra butiker och hantverkstäder. Museet har fått sitt namn av Hjalmar Bergmans fiktiva stad Wadköping. Området ligger i anslutning till Stadsparken och Svartån / Örebro kanal. I Wadköping har man samlat gammal bebyggelse från Örebros centrala delar. De äldsta husen är Kungsstugan från 1400- eller 1500-talet och Borgarhuset ("Cajsa Wargs hus") från 1600-talet. Stadsdelen invigdes 1965 i samband med Örebros 700-årsjubileum. Wadköping är öppet året om.

## Historia
Redan i början av 1940-talet insåg kulturhistoriskt och kommunalt intresserade i Örebro att det var hög tid att rädda något av den gamla bebyggelsen i staden till eftervärlden. Ett förslag kom från landsantikvarien Bertil Waldén om att på Lars Bohms udde i Stadsparken skapa ett kulturreservat, där redan Kungsstugan och Borgarhuset 
fanns uppställda. Tanken var redan från början att flera av de flyttade byggnaderna skulle kunna tjäna som bostäder, verkstäder och ateljéer åt konstnärer och författare. Örebrokonstnären Gösta Ottoson, som i teckningar avbildade det gamla Örebro, var också en ivrig tillskyndare av projektet.
Först år 1956 började saken föras vidare. I samband med förnyelsen av gamla Söder i Örebro insåg man att där fanns byggnader som borde ingå i det framtida Wadköping. Därför, i samband med rivningen, märkte man upp byggnadsdelarna, timret lagrades, och noggranna ritningar utarbetades. Planen var att första etappen av Wadköping skulle stå klart i samband med Örebros 700-årsjubileum år 1965.
Planeringen höll, och kung Gustaf VI Adolf invigde kulturreservatet den 4 juni 1965. Ytterligare knappt trettio år senare, 1994, kunde den andra etappen av Wadköping invigas.

## Byggnaderna i Wadköping

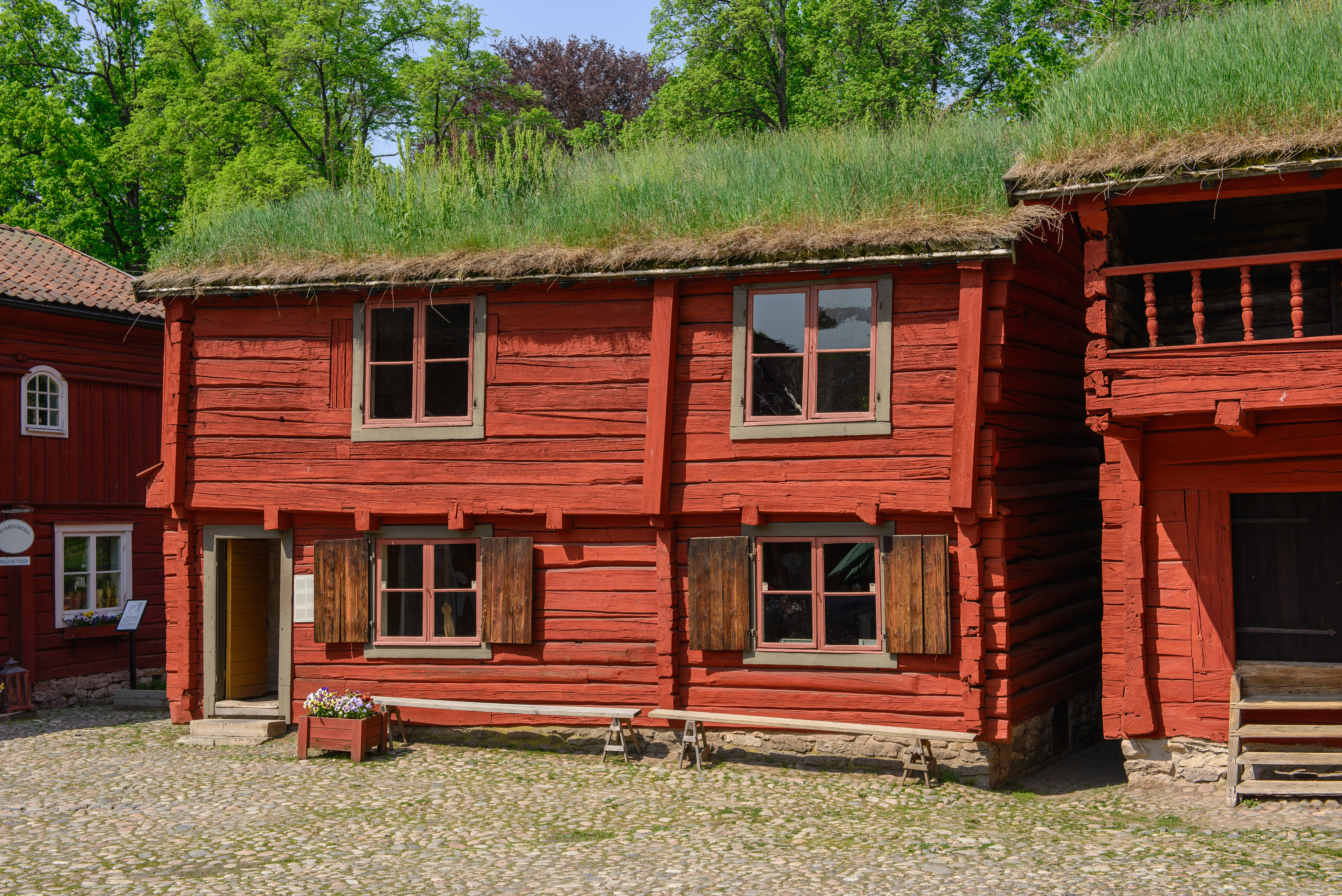
Borgarhuset (Cajsa Wargs hus)

### Etapp 1
- Tenngjutaregården, ursprunglig adress: Drottninggatan 76. Verksamheter idag: "Gamla Örebro"(restaurang och café) och Wadköpings handelsbod.
- Vävaregården, ursprunglig adress: Drottninggatan 64. Verksamheter idag: Gamla Örebro konferens, "Walthers Massage" och "Lilla Butiken".
- Borgarhuset (Cajsa Wargs hus), ursprunglig adress: Kyrkogatan 4. Verksamheter idag: "Cajsa Warg"(utställning).
- Kungsstugan, ursprunglig adress: Järntorget. Verksamheter idag: Utställningar: historien om Kungsstugan samt historien om Wadköpings uppkomst(invigdes 2015).
- Skomakaregården, ursprunglig adress: Gamla gatan 17. Verksamheter idag: "The House of Taste", "Teatervalvet", "Sandra Walther – Massage och friskvård" och "Hantverkarboden".
- Handskmakaregården, ursprunglig adress: Drottninggatan 51 och Bondegatan 1. Verksamheter idag: "Skolmuseet" och "Dockteaterhuset".
- Skepparegården, ursprunglig adress: Kyrkogårdsgatan 26. Verksamheter idag: "Hantverkshyllan", "Ateljé Återbruk" och "Wadköpingsrummet".
- Smedjan, ursprunglig adress: Axbergs socken. Verksamhet idag: Wadköpings smedja.
- Lekladan. ursprunglig adress: uthus i Tiveden. Verksamhet idag: Lekstuga för barn med lekhandelsbod och lekbondgård med djur i trä.

### Etapp 2
- Jeremiasstugan, ursprunglig adress: Tybble, Almby socken. Verksamhet idag: Jeremiasbageriet.
- Hamiltonska huset, ursprunglig adress: Näbbtorgsgatan 16.
- Ullavihuset, ursprunglig adress: Ullavi, Närkes Kil.
- Behrns hus, ursprunglig adress: Kungsgatan 9.
- Komministergården, ursprunglig adress: Nygatan 39.
- Svarvarhuset, ursprunglig adress: Ågatan 6. Verksamheter idag: silverateljén "ZilverZmen" och Närkes träsvarvare.
- Smedjebackshuset, ursprunglig adress: Skolgatan 12.
- Teaterladan och Kornboden, ursprunglig adress: Kungsgatan 23. Verksamhet idag: Teater och konsertlokal.
- Övre Vallbygården, ursprunglig adress: Lundby. Verksamheter idag: Wadköpings kontor och MR keramik.
- Erikagården, ursprunglig adress: Gamla gatan 13.
- Sturegården, ursprunglig adress: Sturegatan 7.

## Teaterverksamhet
Alltsedan Wadköping invigdes har det varit en tradition att sommartid hålla teaterföreställningar i det fria. Det första arrangemanget av det här slaget kallades  Wadköpingsspelen. Föreställningarna gavs till en början på Wadköpings torg framför Borgarhuset och Kungsstugan. Senare gavs föreställningarna på den särskilda utomhusscenen – Spelgården. Ansvarig för föreställningarna var under många år amatörteatersällskapet Wadköpings aktörer, men Länsteatern i Örebro har också iscensatt föreställningar i Wadköping. Numer arrangeras inte bara teater utan även allsång, musik- och barnföreställningar.